# Sogno di Carzano
Il Sogno di Carzano, conosciuto anche come “Fatto di Carzano”, si verificò durante la prima guerra mondiale nella notte tra il 17 e il 18 settembre 1917 tra il Regio esercito italiano e quello austro-ungarico. Lo scontro che si svolse a Carzano (Valsugana), paese occupato dagli austro-ungarici, ebbe inizio alle ore 01:30 del mattino e si prolungò per tutta la nottata. Il piano per occupare il paese e arrivare poi fino a Trento fu ideato ed organizzato dal maggiore italiano Cesare Pettorelli Lalatta (vice capo del Servizio Informazioni della 1ª Armata) assieme al tenente austro-ungarico Ljudevit Pivko (comandante interinale del V Batt./1º Reggimento bosniaco schierato sul fronte di Carzano). Egli infatti passò segretamente dalla parte degli italiani, fornendo informazioni sul fronte nemico. Le comunicazioni tra Pettorelli e Pivko iniziarono già il 12 luglio di quell'anno, tramite degli incontri clandestini, che avvenivano durante la notte presso la Cappelletta di Spera, un paese sotto il controllo italiano.

## La vicenda
A Carzano, il tenente Ljudevit Pivko, sloveno, animato da sentimenti irredentisti e di fatto nemico dell'Impero austro-ungarico, che si trovava a dover servire, colse l'occasione per realizzare il suo progetto segreto contro l'Impero. 
Il suo scopo era quello di minarlo al suo interno e concorrere a farlo crollare, coinvolgendo alcuni suoi subalterni che, come lui, volevano l'indipendenza da Vienna. 
La notte del 12 luglio 1917 uno di questi, Karel Mleinek, si recò nello schieramento italiano, in una località a nord ovest di Strigno chiamata “quota 546”. 
Durante questo primo contatto, al quale ne seguiranno altri da parte del tenente Pivko, il sergente Mleinek consegnò agli italiani un plico contenente schizzi topografici relativi alla sistemazione difensiva della prima linea austro-ungarica sul fondovalle e altre notizie utili. 
Tale documentazione fu subito consegnata al responsabile dell'Ufficio Informazioni d'Armata, maggiore Cesare Pettorelli Lalatta che, verificata l'esattezza e l'attendibilità delle notizie, decise di incontrarsi personalmente con il tenente Pivko, il quale divenne così un informatore del Servizio Informazioni dell'esercito italiano.
Nel corso di successivi incontri clandestini venne deciso che l'esercito italiano, disponendo della collaborazione di Pivko e dei suoi congiurati, avrebbe posto in atto un'azione di sorpresa nelle linee austro-ungariche.
L'esercito italiano aveva a disposizione 40000 uomini, un complesso di forze che, avvalendosi della sorpresa e di alcuni cospiratori, avrebbe potuto avere la meglio sulle scarse difese austro-ungariche.
La notte del 18 settembre 1917, data fissata per l'operazione, i congiurati aprirono la strada agli Italiani che, salendo da Scurelle, trovarono varchi aperti nei reticolati, ai quali era stata tolta la corrente elettrica; le linee telefoniche e telegrafiche erano state interrotte e, soprattutto, i soldati nemici addormentati con l'oppio fornito dagli Italiani e aggiunto nel rancio della sera dai collaboratori di Pivko.
Il comando dell'operazione fu affidato al generale Attilio Zincone, del tutto nuovo della zona e alla sua prima esperienza di comandante di truppe in combattimento. Per le prime fasi dell'azione il generale Zincone impiegò truppe che non conoscevano il territorio e che, in gran parte, dovevano ancora ricevere il “battesimo del fuoco” (la prima vera battaglia a cui un soldato partecipa).
Tali truppe inoltre, dotate di un equipaggiamento pesante (coperta, telo, tenda, razioni, viveri per più giorni, armamento pesante) furono guidate, inspiegabilmente, attraverso un camminamento largo 80 centimetri anziché sulla strada larga 4 metri.
Le operazioni subirono un forte rallentamento e solo i bersaglieri del 72º Battaglione, inviati per primi oltre il confine, raggiunsero il paese.
Il maggiore Pettorelli Lalatta, che si trovava già a Carzano, accortosi del disguido, percorse il tragitto a ritroso e, soltanto a Spera, trovò un buon contingente di soldati, fermi, sdraiati a terra.
Nel frattempo, con il trascorrere delle ore e ai primi colpi esplosi dall'artiglieria avversaria, il generale Zincone fece impartire l'ordine di ritirata, che però non pervenne al 72º Bersaglieri che rimase pertanto a Carzano dove, per effetto del contrattacco nemico, fu neutralizzato, subendo rilevanti perdite in morti, feriti, dispersi e prigionieri.
Fallì così il piano meticolosamente studiato da Pivko e Lalatta.
Per lunghi anni, per pudore, sia gli austriaci (scossi dal tradimento subito), sia gli italiani (dimostratisi incapaci nello sfruttare un'occasione unica), hanno preferito far cadere, su questa importante e significativa pagina di storia militare, un velo di silenzio.

## Siti d'interesse del Sogno di Carzano

### Cappelletta di Spera
Indica il luogo del primo incontro tra il maggiore Cesare Finzi Pettorelli Lalatta e il tenente dell'imperiale e regio esercito austro-ungarico Ljudevit Pivko, comandante interinale del V Battaglione bosniaco schierato sul fronte di Carzano. Era situata a metà strada tra le opposte linee difensive dei due schieramenti.

### Punto di osservazione sul Ponte nuovo
Il torrente Maso, che scorre sotto il ponte, segnava, al tempo del “Sogno di Carzano”, il confine tra le linee austriache (versante ovest) e quelle italiane (versante est). Tra queste due linee difensive vi era una zona, definita “terra di nessuno”, dove di notte agivano le opposte pattuglie.

A nord-est del ponte, tuttavia, sulla sponda sinistra del Maso, gli austriaci avevano occupato il sito delle Castellare, creando così una piccola “testa di ponte” organizzata a difesa, che permetteva loro di tenere sotto tiro il tergo dello schieramento italiano e di evitare un attacco a sorpresa contro la loro vera linea difensiva posta dietro il torrente Maso.
A est, in lontananza, si intravede il Monte Lefre, ove aveva sede l'osservatorio del Servizio Informazioni d'Armata, ancor oggi ben conservato. Da lassù, grazie a potenti fasci di luce generati dalle fotoelettriche militari, si potevano controllare, anche di notte, i paesini della Valsugana occupati dagli austro-ungarici.

### Passerella in legno
Una passerella di legno, posta poco più a sud dell'attuale ponte, era passaggio obbligato per chi, durante la Prima Guerra Mondiale, doveva attraversare il torrente Maso per passare da Scurelle a Carzano. Anche le truppe italiane, che la notte del 18 settembre 1917 erano pronte a conquistare Carzano, passarono di qui.

Il ponte era normalmente difeso con i “cavalli di Frisia” (ostacolo mobile della fortificazione campale, costituito da un telaio in legno, a croce, con filo spinato, impiegato per sbarrare il passaggio) e con del filo spinato attraverso il quale passava la corrente elettrica ed era controllato a vista dai soldati austro-ungarici.

Quando i bersaglieri del 72º battaglione arrivarono in questo punto gli ostacoli erano stati rimossi: i Cavalli di Frisia spostati e la corrente elettrica disinserita dal filo spinato. Nei pressi della passerella era stato addirittura accantonato del legname per un eventuale ampliamento del ponte.

I soldati nemici, posti a guardia dei Cavalli di Frisia, erano stati uccisi e sostituiti da cospiratori.

### Canali irrigui
Conclusosi rovinosamente lo scontro armato, i soldati italiani sopravvissuti ripercorsero, in una ritirata confusa, questa zona lungo il torrente Maso. Alcuni soldati si salvarono nascondendosi nei canali scavati dai contadini per irrigare i campi. Uno dei soldati, che riuscì in questo modo ad evitare le fucilate degli austro-ungarici, scrisse nel suo diario: "Ho benedetto i contadini di Carzano per aver scavato quelle buche".

### Strada che porta al paese
Oltrepassato il ponte e attraversata la campagna, i soldati italiani si trovarono in qualche modo protetti dal muraglione che si ergeva in questo punto a sostegno del Montegiglio, sul quale si trovava parte dell'abitato di Carzano.

Mentre risalivano la strada che li avrebbe portati in paese, gli italiani furono attaccati dalle pattuglie nemiche di sorveglianza, allertate dalla parlata in lingua italiana.

Numerosi bersaglieri feriti furono temporaneamente ricoverati in una stalla, tuttora esistente, che si trova all'inizio della salita.

### La chiesa

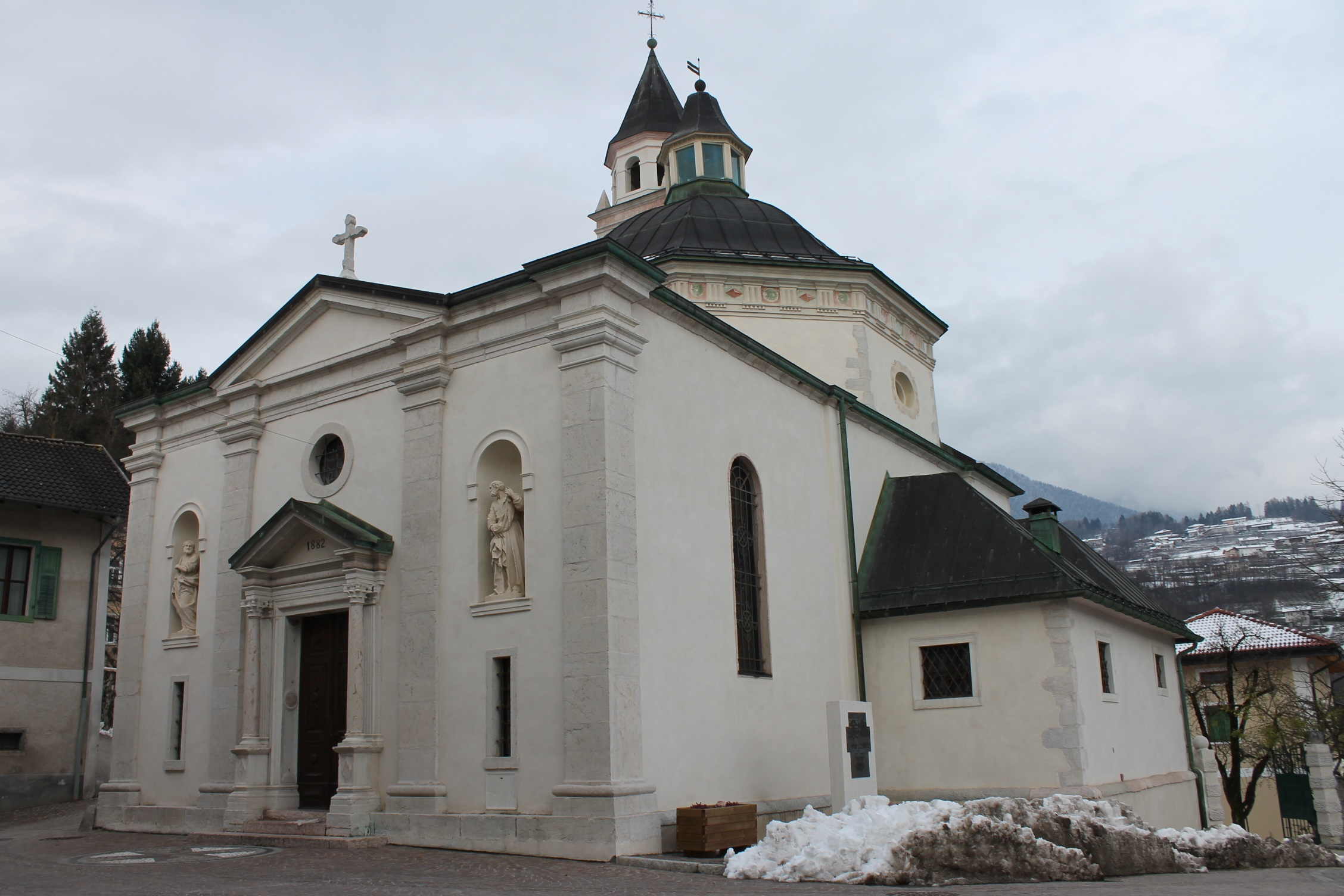
Chiesa oggi

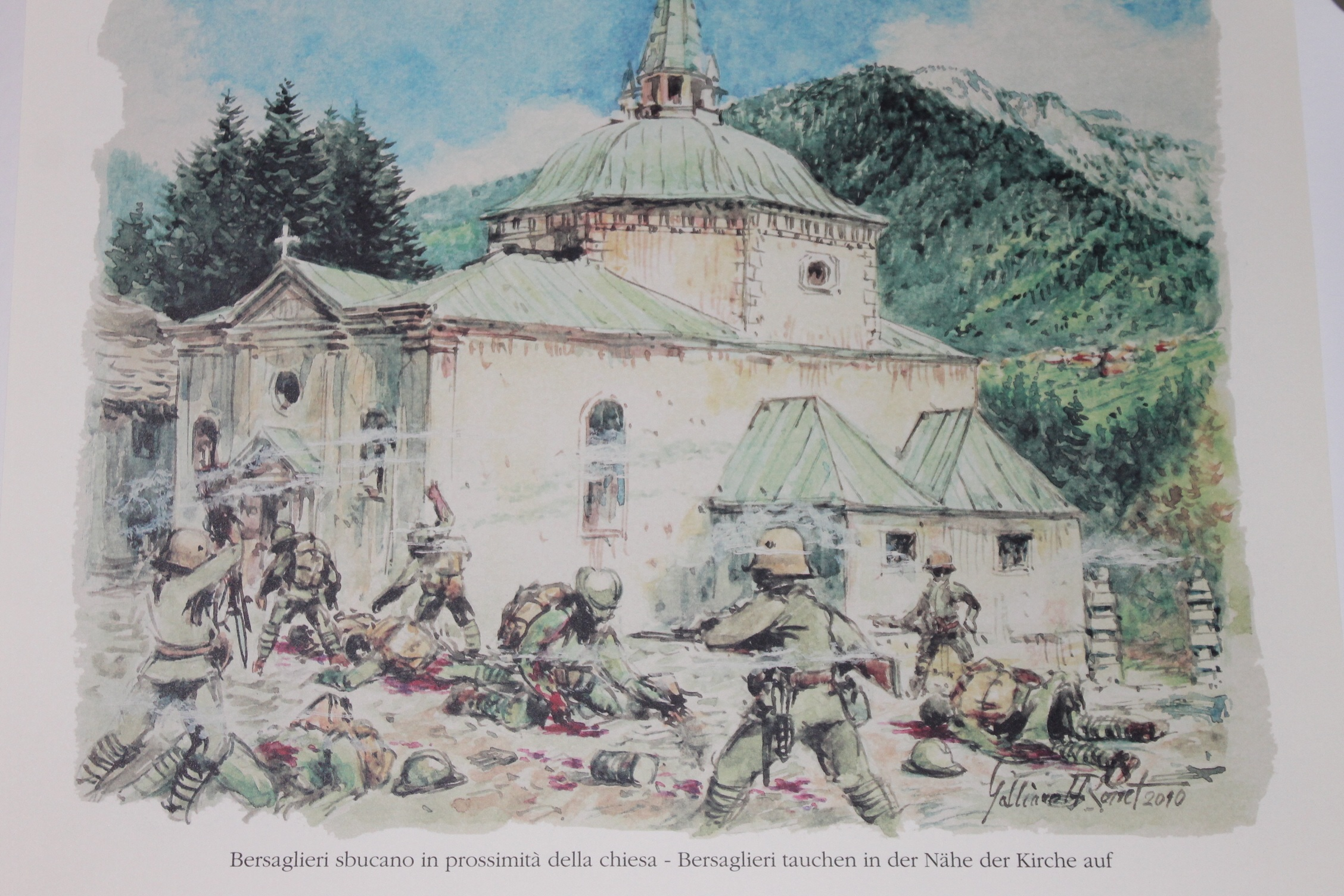
Chiesa ai tempi dello scontro

La chiesa rivestì un ruolo centrale nel “Sogno di Carzano” sin dalla fase preparatoria del piano.

Il primo messaggio fatto pervenire da Pivko agli italiani, nel luglio 1917, recava infatti, queste parole: “Unisco piano nostra difesa. Sono pronto ad aiutarvi. Se accettate tirate a mezzogiorno preciso di un giorno qualsiasi due colpi con granate da 15 contro campanile di Carzano”.

Anche successivamente, gli italiani adottarono la medesima modalità per comunicare e, ogni volta che dovevano incontrarsi con il tenente Pivko, sparavano due colpi da 152 mm, ai piedi del campanile di Carzano, da una batteria di artiglieria schierata in località Tizzon, posto di osservazione italiano da cui si potevano scorgere i segnali convenuti da Pivko nella piazzetta di Carzano.

La notte del 18 settembre i soldati austro-ungarici, dopo essere stati addormentati con l'oppio, a loro insaputa aggiunto nella minestra della sera, furono rinchiusi in chiesa. Uno di loro, risvegliatosi dal torpore, capì che era accaduto qualcosa di strano ma venne ucciso dai cospiratori prima di riuscire a dare l'allarme. Nel cadere si aggrappò alla fune della campana facendola suonare, allertando, così i militari austro-ungarici, quelli fedeli a Pivko e gli italiani.

Nel momento in cui gli austro-ungarici, risvegliandosi, si trovarono davanti i bersaglieri italiani, la chiesa divenne teatro dello scontro con combattimenti corpo a corpo che proseguirono, in forma cruenta, nel piazzale antistante, dove era anche stata collocata, da Pivko e dai suoi uomini, una mitragliatrice pronta a far fuoco contro gli austro-ungarici che fossero usciti dalla chiesa. 

Alla fine degli scontri vi furono rinchiusi i prigionieri italiani e finita la guerra la chiesa venne sconsacrata a causa dei sanguinosi combattimenti verificatisi al suo interno e anche perché in essa trovarono temporaneo riparo i profughi ritornati nel paese ed in attesa della ricostruzione delle loro abitazioni. Venne riconsacrata solo nel 1923.

Il monumento posto sul lato ovest della piazza e la lapide posta a nord, dietro la chiesa, ricordano l'accaduto. 

La lapide posta a nord della chiesa dalla Croce Nera austriaca, con scritte bilingui, costituisce oggi un accorato appello alla pace e all'unione fra i popoli.

Per molti anni, austriaci e italiani si recarono in questo luogo, in giorni diversi, per commemorare i Caduti di quel fatto e solo a partire dagli anni '60 si ebbero i primi incontri di distensione con cerimonie comuni.

Nel 2011 la Chiesa venne elevata a Tempio alla memoria dei caduti del 18 settembre 1917.

### Villa Buffa

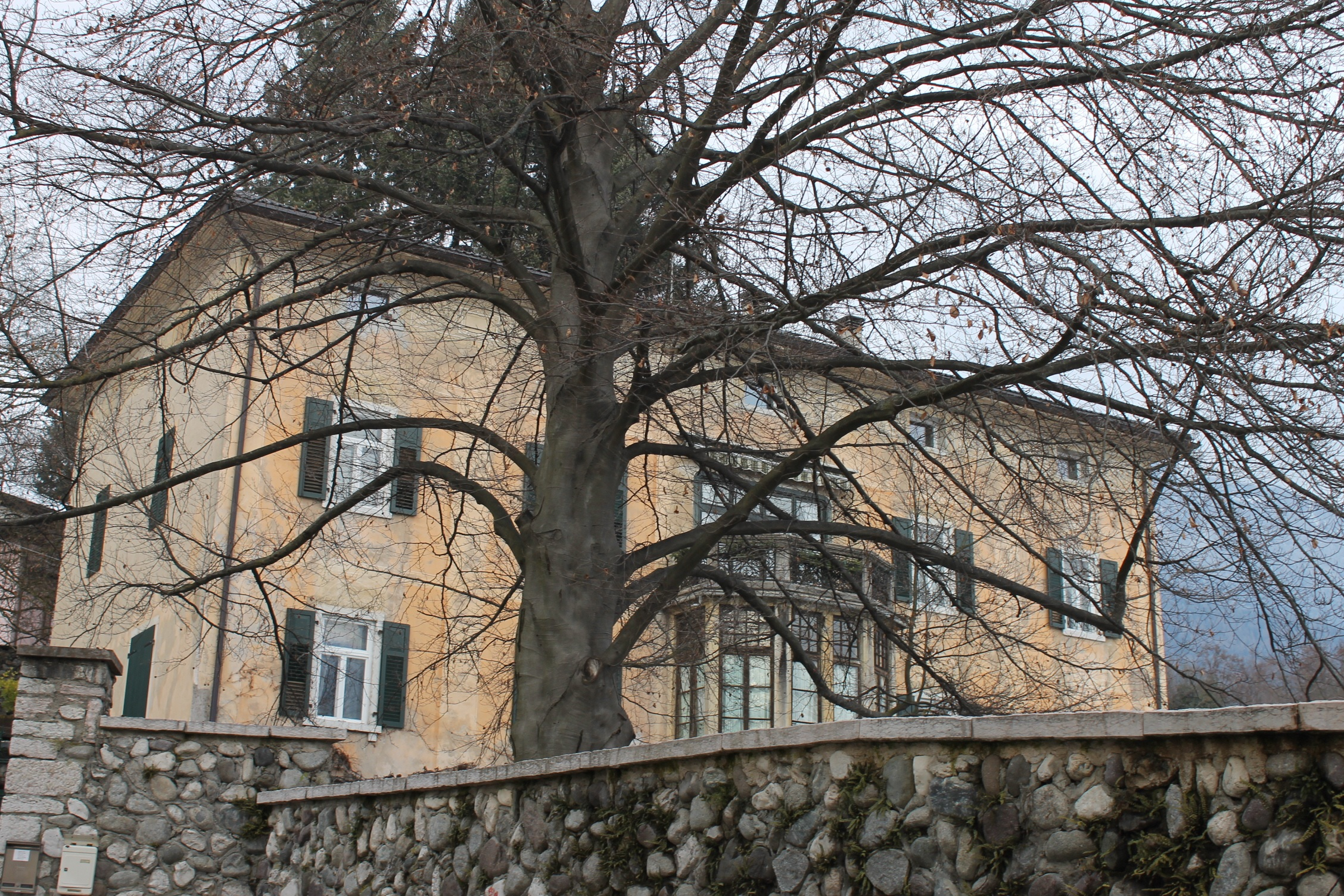
Villa Buffa oggi

L'edificio era abitato dagli ufficiali austro-ungarici e la corte costituiva per loro un luogo di svago. 
Lì si intrattenevano, nel tempo libero con il gioco delle bocce.

Dopo la notte dello scontro, divenne luogo di sepoltura dei soldati austro-ungarici e italiani. A guerra finita, quando furono riesumati i cadaveri, si scoprì che gli italiani erano stati sepolti tutti insieme mentre gli ufficiali austriaci avevano avuto, per così dire, un'attenzione particolare: disposti supini, erano avvolti nei tappeti prelevati dal palazzo.

### Villa Pavlinka
È il nome in codice con cui i cospiratori erano soliti chiamare una “baracca segreta,” costruita nel mese di giugno 1917, sotto la postazione del 2º plotone, chiusa a chiave, dentro la quale vi era un giaciglio e la luce elettrica. Nessuno vi abitava e nessuno era a conoscenza della sua esistenza, salvo i cospiratori che vi custodivano nascosti dietro una parete mobile in legno, carte, documenti italiani, giornali, bozze, e oggetti riguardanti la congiura.

Era ricavata sotto i “volti” del Comune di Carzano, e si incontravano riservatamente i cospiratori per mettere a punto il piano e ricopiare le carte topografiche riportanti i luoghi di interesse da segnalare agli italiani.

A ridosso era stata anche allestita una platea con ingresso rivolto verso lo schieramento italiano, in grado di accogliere fino a 200 soldati italiani, nel caso in cui l'operazione fosse andata a buon fine.

Dai “volti” del Comune si dipartiva poi un camminamento sotterraneo, protetto, che raggiungeva a est il torrente Maso e ad ovest il bunker situato a Telve in località Roccolo, ove la notte del 18 settembre riposava il maggiore austriaco Lakom.

### Via Carraia
Era l'unica via che attraversava il paese da nord a sud ed era ricoperta da una fitta vegetazione per eludere la vigilanza degli osservatori italiani, in particolare quello di Monte Lefre.

La via Carraia non era però l'unico passaggio attraverso il quale gli austro-ungarici potevano spostarsi, perché all'interno del Montegiglio erano state scavate delle gallerie che collegavano il centro del paese con il torrente Maso e con le varie postazioni edificate attorno all'abitato e in particolare con Villa Buffa e la postazione fortificata posta sulla sommità del colle.

### Postazione per fucilieri
La postazione per fucilieri, che sorgeva sulla sommità del Montegiglio, era stata costruita in cemento armato. Sulle facciate dei suoi tre livelli si aprivano le feritoie, dietro le quali, in caso di attacco, erano pronte a sparare le mitragliatrici. La postazione era collegata con Villa Buffa da una trincea sotterranea.

### La fontana

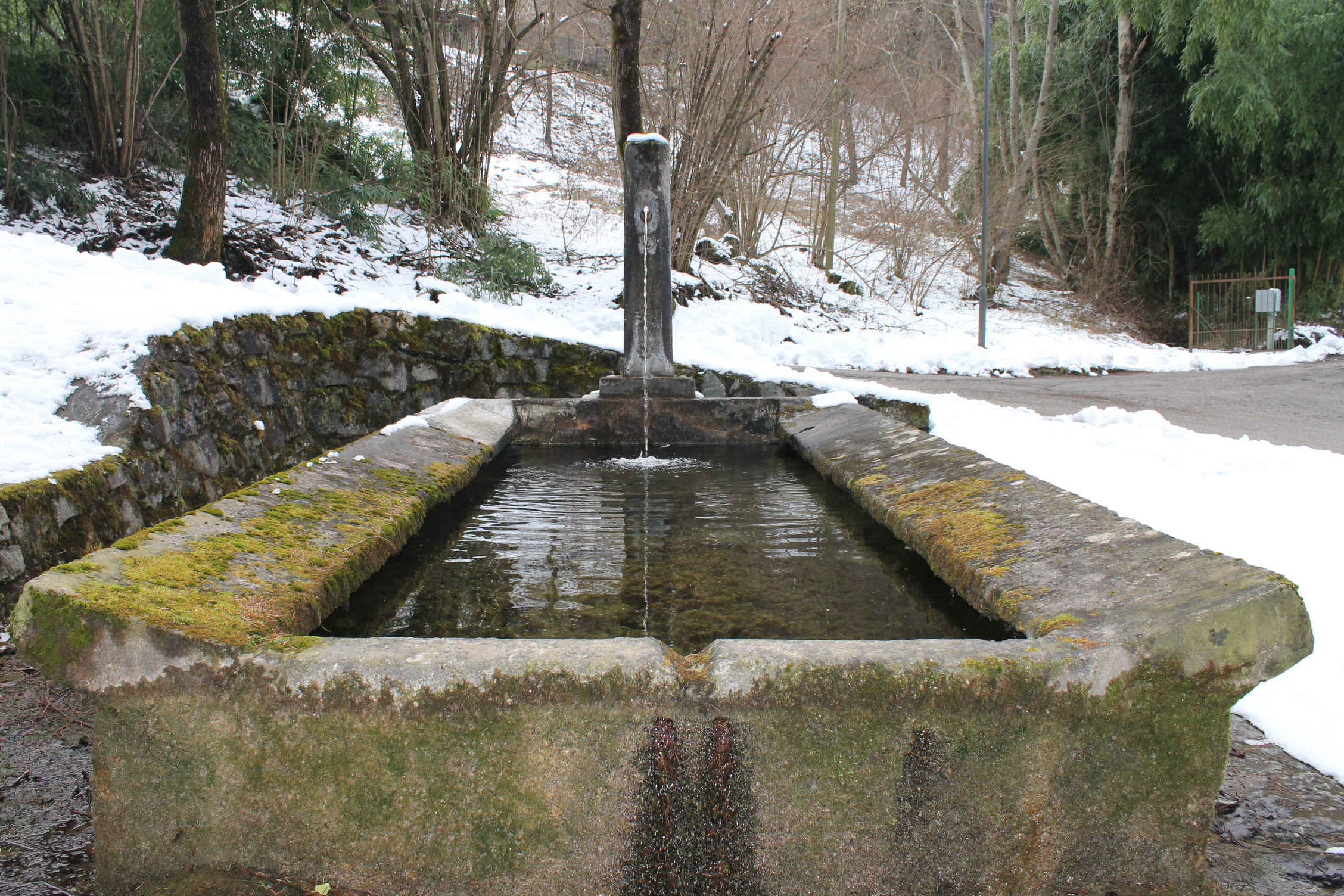
La fontana dove i soldati italiani poterono lavarsi

All'alba del 18 settembre 1917, conclusosi lo scontro armato, i soldati italiani sopravvissuti e fatti prigionieri vennero condotti dagli austro-ungarici presso questa grande fontana, ai piedi del Montegiglio, dove poterono bere e lavarsi.

Qui i prigionieri trovarono un momento di sollievo prima di essere condotti al campo di concentramento a Gardolo, a nord di Trento.